# Filip Filipović (water-polo)
Pour les articles homonymes, voir Filip Filipović.
Filip Filipović (serbe cyrillique : Филип Филиповић), né le 2 mai 1987 à Belgrade, est un joueur international serbe de water-polo. Désigné meilleur joueur de l’année par la Fédération internationale de natation en 2011, 2014 et 2021, il est double champion olympique et double champion du monde de water-polo avec l’équipe de Serbie.
Meilleur joueur du championnat du monde 2011, des Jeux olympiques de 2016, il a joué plus de 300 rencontres et marqué plus de 600 buts avec l'équipe nationale. En club, il a joué pour le club italien Pro Recco de 2009 à 2012 puis de 2014 à 2020, équipe avec laquelle il a remporté trois Ligue des champions et trois Super Coupe d'Europe en 2010, 2012 et 2015. En 2022, il joue pour le club grec de l’Olympiakós.

## Carrière

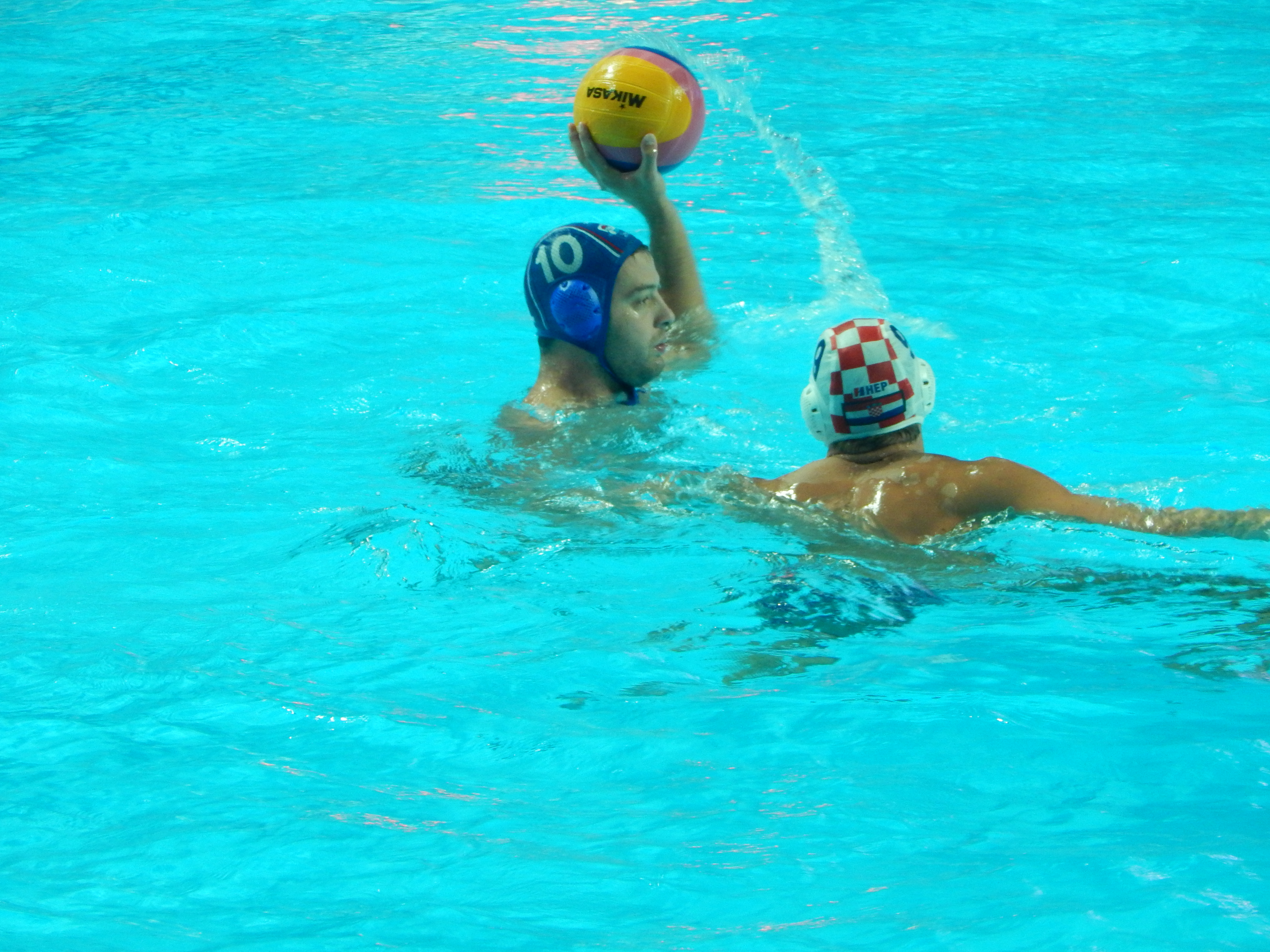
Filip Filipović (casque bleu, no 10), balle en main en finale des championnats du monde de 2015.

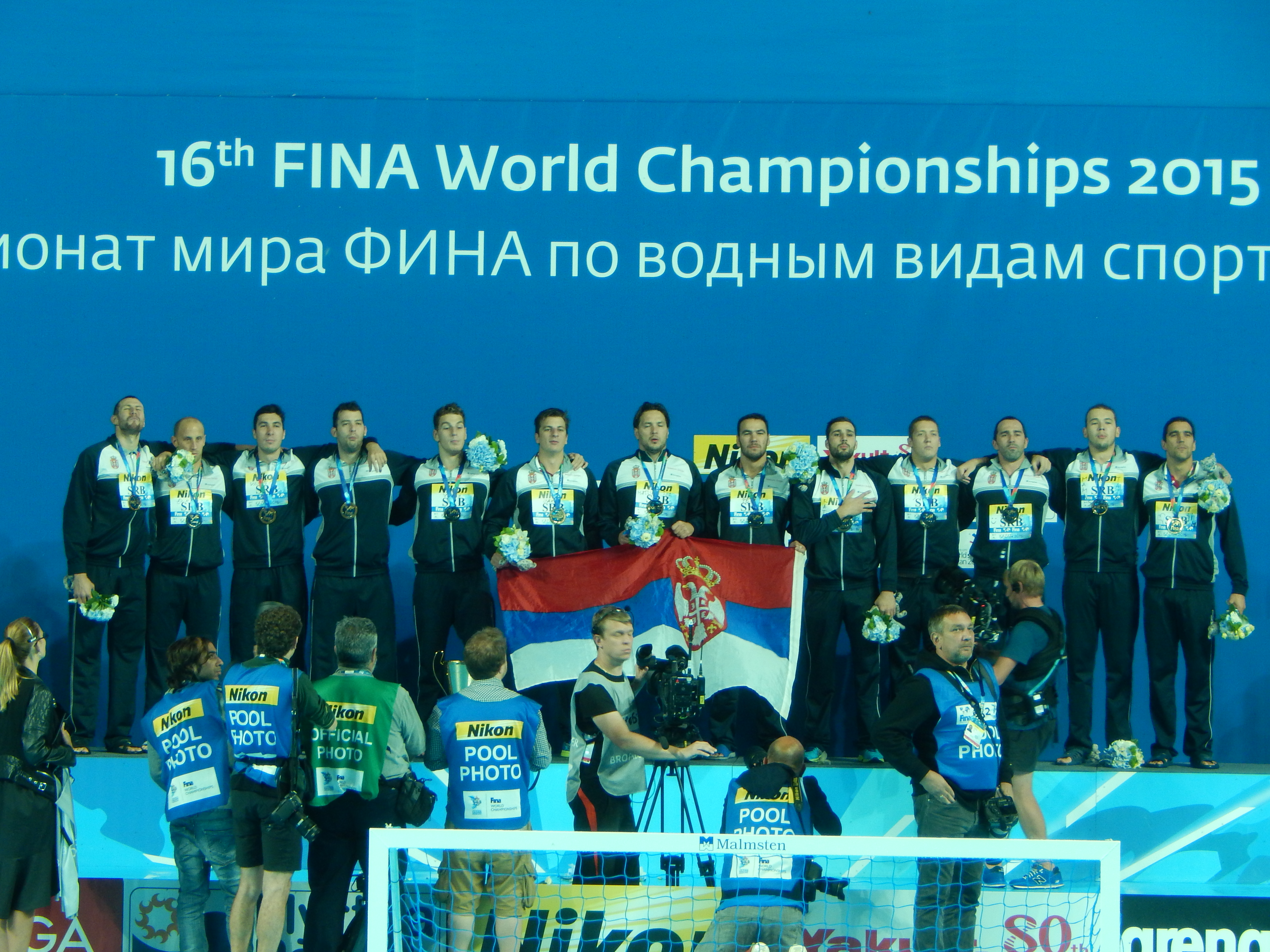
Filipović et l'équipe serbe sur la plus haute marche du podium lors des championnats du monde 2015.

Dans les années 2000, il joue au VK Partizan de Belgrade, champion de Serbie de 2007 à 2009. Il passe au club italien Pro Recco au début de la saison 2009-2010 contre une prime de transfert de cent mille euros.
Sélectionné en équipe nationale, il est le meilleur marqueur du tournoi des Championnats du monde de natation de 2009. Par la suite, il est élu meilleur joueur de la saison 2008-2009.
La Fédération Internationale de Natation Amateur FINA, a élu le membre de la sélection serbe Filip Filipovic le meilleur poloïste en 2011. L’élection a été organisée par le magazine mondial FINA Aquatics, et la décision a été adoptée sur la base des voix des experts de water-polo, des préposés aux sports et des représentants des médias. Filipovic a remporté en 2011 avec la sélection serbe la Ligue mondiale et la médaille d’argent au Championnat du monde à Shanghai. A la même compétition il a été proclamé joueur le plus utile.
Après avoir remporté deux médailles de bronze, Filipović se présente au tournoi olympique masculin de Rio de Janeiro comme le meneur d'une équipe serbe favorite de la compétition après avoir remporté les championnats du monde l’année précédente. Meilleur marqueur de son équipe, il est désigné meilleur joueur du tournoi olympique après la victoire des Serbes en finale contre les tenants du titre croates sur le score de 11 buts à 7. Filip Filipović marque deux buts lors de cette finale.
Le 2 juillet 2021, il est nommé porte-drapeau de la délégation serbe aux Jeux olympiques d'été de 2020 par le Comité olympique serbe, conjointement avec la joueuse de basket-ball Sonja Vasić. En quarts de finale du tournoi olympique masculin de Tokyo, Filip Filipović inscrit trois buts dans la victoire 10 à 6 de la Serbie et atteint la barre des 50 buts marqués aux Jeux olympiques. En demi-finale, Filipović inscrit le but décisif à 26 secondes de la fin du match pour donner l’avantage à la Servie sur l'Espagne. À 34 ans, il déclare sa retraite internationale après une victoire 13 à 10 contre la Grèce en finale, remportant son deuxième titre olympique consécutif. Avec 16 buts en 27 tirs et dix contres, Filip Filipović est à nouveau désigné meilleur joueur du tournoi. En fin d'année, Filipović est désigné meilleur joueur de l’année 2021 par la FINA lors d'un gala organisé à Abou Dabi.
Le double champion olympique rejoint l'Olympiakós, club grec entraîné par le Serbe Thodoris Vlachos (en), et remporte le championnat dès sa première saison, marquant quatre buts dans le dernier match de la finale.

## Palmarès international
De ses débuts au niveau international à 2006, Filip Filipović joue pour l'équipe de Serbie-et-Monténégro. Depuis septembre 2006 et la séparation du Monténégro, il évolue dans l'équipe de Serbie. Son palmarès comprend de multiples médailles internationales :
Aux Jeux olympiques :
- Médaille de bronze aux Jeux olympiques de 2008 à Pékin,  Chine.
- Médaille de bronze aux Jeux olympiques de 2012 à Londres,  Royaume-Uni.
- Médaille d'or aux Jeux olympiques de 2016 à Rio de Janeiro,  Brésil.
- Médaille d'or aux Jeux olympiques de 2020 à Tokyo,  Japon.

Autres compétitions :
- 2003 : médaille d'or, Championnats d'Europe de Kranj.
- 2005 : médaille de bronze, Jeux méditerranéens d'Almería.
- 2005 : médaille d'or, Ligue mondiale de water-polo.
- 2006 : médaille d'or, Ligue mondiale de water-polo.
- 2006 : médaille d'or, Championnats d'Europe de Belgrade.
- 2007 : médaille d'or, Ligue mondiale de water-polo.
- 2008 : médaille de bronze, Jeux olympiques de Pékin.
- 2008 : médaille d'argent, Championnats d'Europe de Málaga.
- 2008 : médaille d'or, Ligue mondiale de water-polo.
- 2009 : médaille d'or, Jeux méditerranéens de Pescara.
- 2009 : médaille d'or, Championnats du monde de Rome, ainsi que meilleur buteur (20 buts) et désigné meilleur joueur.
- 2018 : médaille d'or, Championnats d'Europe de Barcelone (élu meilleur joueur).